# Laterculus regum Visigothorum
Le Laterculus regum Visigothorum, également appelé Chronique de Wulsa ou Chronica regum Wisigotthorum, est un catalogue des rois wisigoths avec leurs années de règne, associé au Liber Iudiciorum.

## Description
Remarquablement précis, il a apparemment connu trois rédactions :
- une première jusqu'au règne de Réceswinthe ou Ervige ;
- une extension avec les derniers rois goths ;
- et une seconde extension avec les rois des Asturies et de León, de Pélage le Conquérant à Ordoño III de León, appelé le Laterculus Legionensis, que l'on trouve uniquement dans un manuscrit du Fuero Juzgo de 1057, formé par un prêtre appelé Munio.

Son attribution à un prélat appelé Wulsa est le résultat d'une mauvaise lecture du début de certains des manuscrits dans lesquels le texte a été transmis.

### Sources et bibliographie
- (es) Cet article est partiellement ou en totalité issu de l’article de Wikipédia en espagnol intitulé « Laterculus regum Visigothorum » (voir la liste des auteurs).
- Theodor Mommsen : Laterculus regum Visigothorum, en Monumenta Germaniae Histórica, Auctores Antiquissimi XIII, Chronica Minora III. Berlín, 1898, pp. 461-469.
- Enrique Flórez : "De la Chronica de los Reyes Visigodos, intitulada vulgarmente de Vulsa", en España sagrada, v. II, pp. 163-176. Madrid, 1747, Antonio Marín.
- Mario Huete Fudio : Fuentes menores para el estudio de la historiografía latina de la alta Edad Media hispánica, en Medievalismo, nº 4, pp. 5-26, 1994.